# Morro Agudo
Morro Agudo is een gemeente in de Braziliaanse deelstaat São Paulo. De gemeente telt 26.305 inwoners (schatting 2009).

## Aangrenzende gemeenten
De gemeente grenst aan Barretos, Guaíra, Ipuã, Jaborandi, Orlândia, Pitangueiras, Pontal, Sales Oliveira, São Joaquim da Barra, Terra Roxa en Viradouro.